# Mercedes-Benz CL203
La sigla CL203 indica un'autovettura coupé di fascia media, prodotta in due serie dal 2000 al 2011 dalla Casa automobilistica tedesca Mercedes-Benz.

## Storia
Si tratta del primo caso, nella storia della Casa della "stella a tre punte", in cui due generazioni di vetture portano la stessa sigla di progetto.

Il desiderio della Casa tedesca di realizzare una coupé entry level nel basso medio gamma sulla base della propria berlina Classe C si perde anni più addietro, vale a dire da quando era stata introdotta la W202 nel 1993. La stampa specializzata aveva già diffuso diversi schizzi riguardanti una coupé slanciata di fascia più alta, una roadster ed una coupé compatta. Mentre i primi due progetti si sono di fatto concretizzati dando luogo alla CLK W208 ed alla SLK R170, l'appuntamento con la coupé compatta venne rimandato ad alcuni anni più tardi, e precisamente all'autunno del 2000.

La prima generazione di questa coupé compatta è stata la Classe C SportCoupé, o SportCoupé per brevità, prodotta in circa 320 000 esemplari dal 2000 al 2008, mentre dal 2008 in poi, la vettura è stata oggetto di una profonda rivisitazione stilistica che ha avuto come conseguenza anche la mutazione della denominazione in Classe CLC, o più semplicemente CLC.

In entrambe le serie, la meccanica era ereditata dalla W203, la berlina compatta prodotta dal 2000 al 2007. La produzione termina nel 2011, con la CLC che verrà sostituita dalla Classe C Coupé.